# Jenny-Wanda Barkmann

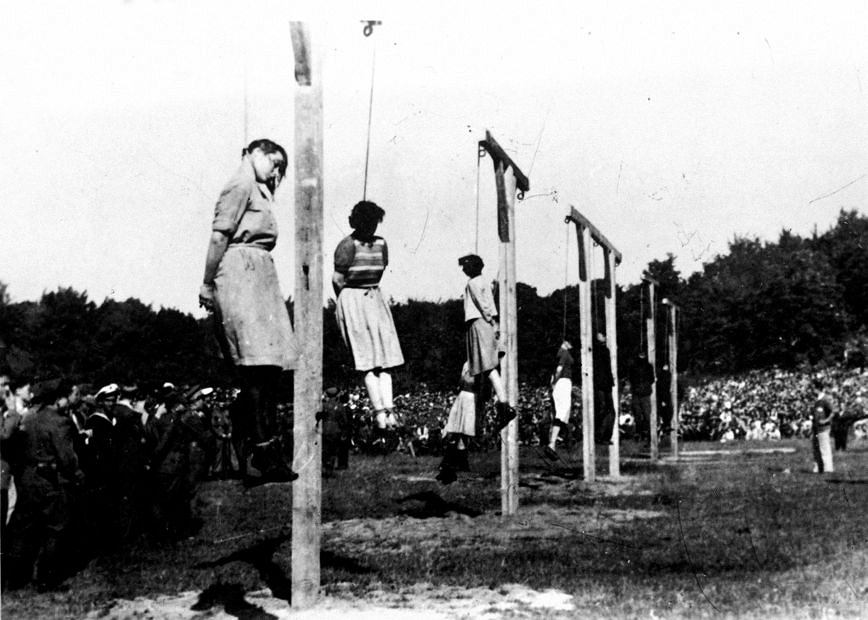
Ciało Barkmann po straceniu przez powieszenie

Jenny-Wanda Barkmann (ur. 31 października 1922 w Hamburgu, zm. 4 lipca 1946 w Wysokiej Górce / Stolzenberg w Gdańsku) – niemiecka nadzorczyni SS (SS-Aufseherin) w hitlerowskim obozie koncentracyjnym Stutthof i zbrodniarka wojenna.

## Życiorys
Urodziła się i spędziła dzieciństwo w Hamburgu. W 1944 została SS-Aufseherin w kobiecej części obozu w Stutthofie. Barkmann stale maltretowała więźniarki, niektóre z nich doprowadzając do śmierci. Dokonywała także selekcji kobiet i dzieci do komór gazowych. Ze względu na swoją urodę i okrucieństwo otrzymała w obozie przydomek „Piękne Widmo”.
W ostatniej fazie walk o Gdańsk Barkmann próbowała uciec przed nadciągającymi wojskami radzieckimi, ale została aresztowana przez polską milicję w maju 1945 na dworcu Gdańsk Wrzeszcz. Następnie zasiadła na ławie oskarżonych razem z Elisabeth Becker, Gerdą Steinhoff, Wandą Klaff i Ewą Paradies w pierwszym procesie załogi Stutthofu przed polskim Specjalnym Sądem w Gdańsku. Flirtowała ze strażnikami więziennymi oraz widziano ją układającą włosy podczas przesłuchiwania świadków. Barkmann została za swoje zbrodnie skazana na karę śmierci. Po ogłoszeniu wyroku stwierdziła: „Życie rzeczywiście jest przyjemnością, a przyjemności zwykle trwają zbyt krótko”. 4 lipca 1946 wraz z innymi zbrodniarkami i zbrodniarzami Stutthofu została powieszona publicznie w Gdańsku.